# 彭布罗克 (弗吉尼亚州)

彭布罗克是美国弗吉尼亚州吉尔斯县的一个城镇，隶属于布莱克斯堡-克里斯琴斯堡。2010 年人口普查时人口为1128人。